# Дудрович, Андрей Иванович
Андрей Ива́нович Дудрович (1782—1830) — доктор философии, ординарный профессор и ректор Императорского Харьковского университета (1829—1830).

## Биография
Серб по происхождению. Родился в 1782 году в Венгрии в семье священнослужителя. Обучение начал в гимназии в Кошице, затем продолжил в Буде. В 1799 году поступил в Будапештский университет. После окончания университета продолжил образование в академии Каша, где в течение года изучал венгерское право. В 1804—1806 годах занимал должность присяжного нотариуса судебной палаты в Пеште. Затем переехал в Россию. Преподавал историю, технологию и коммерцию в Черниговской гимназии, затем — те же предметы и латинский язык в Харьковской гимназии.
С 1812 года, будучи магистром, состоял в Харьковском университете сначала лектором по кафедре логики, этики или нравственной философии и естественного права, курс которого читал по руководству И. Б. Шада.
В 1814 году А. И. Дудрович защитил в Харьковском университете диссертацию «De philosophiae genuino conceptu nec non necessitate ejus absoluta» на соискание степени доктора философии. После защиты докторской диссертации, в том же году был избран адъюнктом по кафедре философии. В 1819 году получил звание ординарного профессора, занимал вместе с тем и должность декана. Читал в университете курсы логики, теоретической и практической психологии, истории, философии, этики, права. Им была напечатана актовый речь на латинском языке, изданная в «Украинском вестнике» статья спиритического содержания «В животном магнетизма». Из печатных работ Дудровича, кроме докторской диссертации, известна его речь, произнесённая на торжественном университетском собрании 30 августа 1815 года: «De studii academiae natura».
А. И. Дудрович — сторонник мистического направления в философии. Организатор и руководитель Студенческого сотоварищества Библейского общества.
В 1820—1822 годах — инспектор казённокоштных студентов, автор правил для казённокоштных студентов. В 1815—1821 годах — секретарь Совета университета, в 1829—1830 годах — ректор Харьковского университета.
Умер в Харькове 25 мая (6 июня) 1830 года.